# Quan sát và thám hiểm sao Kim

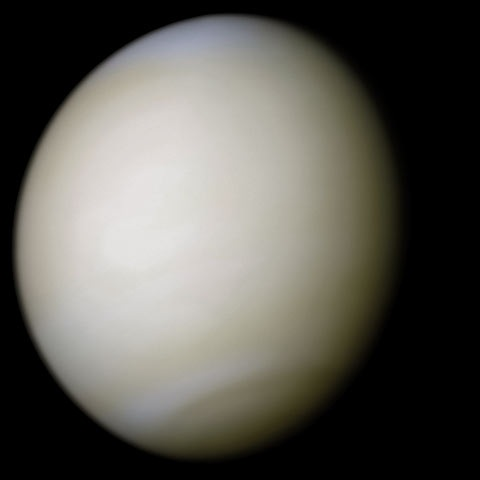
Sao Kim nếu nhìn gần bằng mắt thường

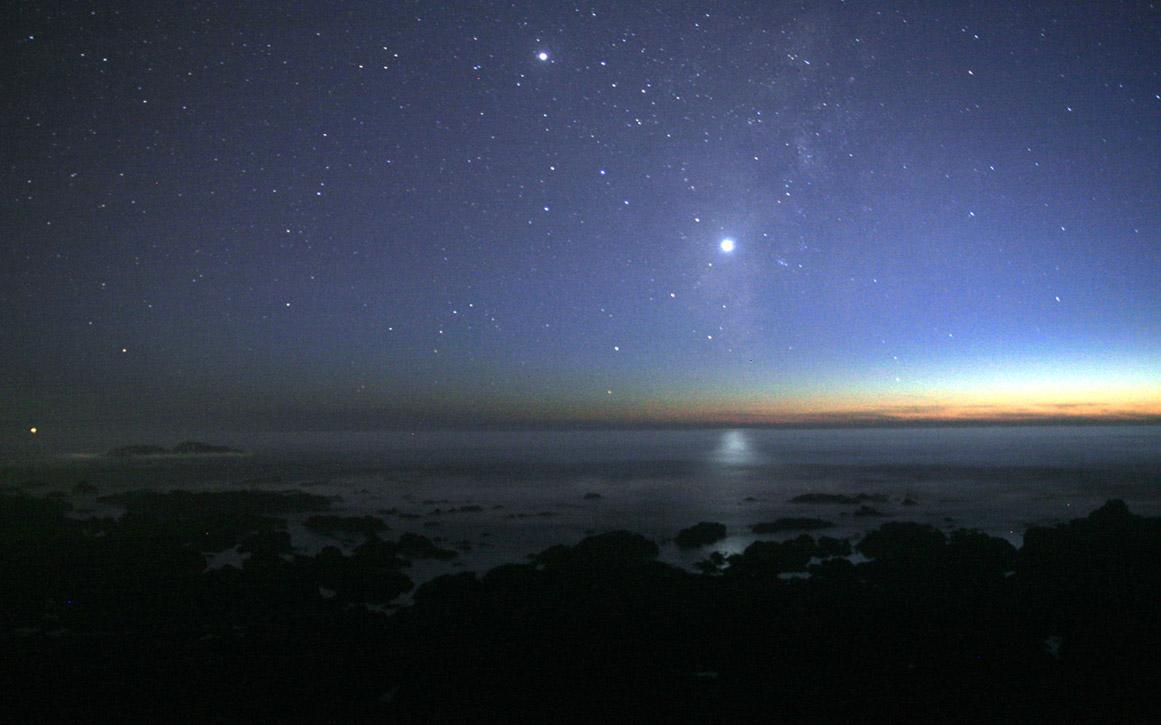
Sao Kim luôn sáng hơn những ngôi sao sáng nhất bên ngoài Hệ Mặt Trời, có thể thấy ở đây trên Thái Bình Dương

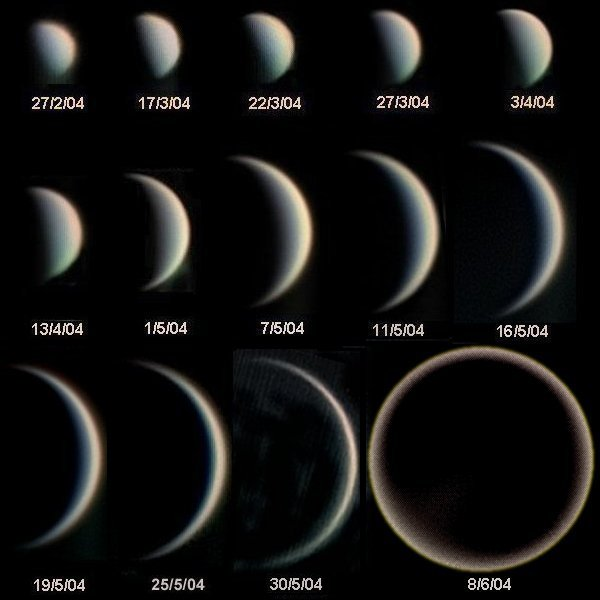
Các pha của sao Kim

Quan sát hành tinh sao Kim được thực hiện từ thời cổ đại và hiện đại bằng cách dùng mắt thường, kính thiên văn, và từ tàu vũ trụ tới sát gần hành tinh này. Các tàu vũ trụ từ Trái Đất đã thực hiện nhiều lần bay gần sát, đi vào quỹ đạo, và hạ cánh trên sao Kim, bao gồm cả các tàu vũ trụ thăm dò dùng bóng bay trôi nổi trong bầu khí quyển của sao Kim. Nghiên cứu về hành tinh này được hỗ trợ do khoảng cách gần tương đối của sao Kim với Trái Đất, so với các hành tinh khác, nhưng bề mặt của Sao Kim bị che khuất bởi một bầu khí quyển mờ đục không cho ánh sáng thường đi qua.
Bởi vì quỹ đạo của nó nằm giữa Trái Đất và Mặt Trời, sao Kim được nhìn thấy từ Trái Đất thể hiện các pha nhìn thấy được theo cách tương tự như Mặt Trăng của Trái Đất. Galileo Galilei là người đầu tiên quan sát các pha của Kim tinh vào tháng 12 năm 1610, với kết quả ủng hộ thuyết nhật tâm của Copernicus sau đó, mà đã gây tranh cãi về Hệ Mặt Trời. Ông cũng lưu ý những thay đổi về kích thước của đường kính có thể nhìn thấy của sao Kim khi nó ở các giai đoạn khác nhau, gợi ý rằng nó ở xa hơn Trái Đất khi nó đầy và gần hơn khi nó có hình một lưỡi liềm. Quan sát này ủng hộ mạnh mẽ mô hình nhật tâm. Sao Kim (và cả sao Thủy) không nhìn thấy được từ Trái Đất khi nó tròn, vì lúc đó nó ở vị trí thẳng hàng với Mặt Trời và Trái Đất, nhưng ở đối diện với Trái Đất, nên nó mọc và lặn cùng thời gian với Mặt Trời và do đó bị chìm lấp trong ánh sáng chói chang của Mặt Trời.